# A Million Lights
A Million Lights (англ. «Миллион огней»)— третий студийный альбом британской певицы Шерил Коул, выпущенный 15 июня 2012 года лейблом Polydor Records. Альбом дебютировал на второй строчке британского чарта и достиг в Британии золотого статуса по продажам.

## Об альбоме
Шерил начала работу над третьим альбомом летом 2011 года. За год, предшествующий релизу, ею было записано более 50-ти песен, и уже из них подбирался будущий трек-лист. В творческий процесс было вовлечено множество исполнителей, авторов и продюсеров, в том числе Тайо Крус, Calvin Harris, will.i.am, Alex Da Kid и Лана Дель Рей. В музыкальном плане Шерил осталась приверженкой жанра танцевальной музыки, но на пластинке так же можно услышать R&B и дабстеп.
«A Million Lights» был выпущен певицей под именем «Шерил» — девушка решила избавиться от фамилии бывшего мужа.

## Синглы
- «Call My Name» — (англ. «Назови моё имя»), релиз 10.06.2012. Композиция, ставшая первым синглом, была написана и спродюсирована Кэлвином Харрисом, и первоначально предлагалась Рите Ора, но та отказалась, сославшись на то, что песня «не в её стиле»[7]. Но Шерил она принесла успех, в первые же часы релиза взлетев на вершину британского чарта, и став одним из самых быстро распроданных синглов по итогам 2012 года[8]. Релиз видеоклипа на «Call My Name», съемки которого проходили в Лос-Анджелесе, состоялся 2 мая 2012 г.[9]
- «Under The Sun» — (англ. «Под солнцем»), релиз 02.09.2012. Вторым синглом была выбрана одна из любимых песен Шерил[10], увы, не получившая большого коммерческого успеха. Сингл дебютировал на 36-й строчке, и хотя позже поднялся до 13-й, стал второй сольной работой Шерил, не вошедшей в топ-пятерку[11]. Видеоклип на песню был снят в духе 50-х, его релиз состоялся 26 июля 2012[12].

Третьим синглом должна была стать композиция «Screw You», но её релиз не состоялся из-за занятости Шерил в связи с воссоединением Girls Aloud. Для песни было создано видео из фотографий, присланных поклонниками, которые иллюстрировали текст песни. Помимо этого в конце декабря 2012 года был выпущен видеоклип на песню «Ghetto Baby», в котором Шерил предстала в танцевальном дуэте со своим тогдашним бойфрендом Тре Холлоуэем.

## Список композиций
1. Under The Sun — 3:30

2. Call My Name — 3:28

3. Craziest Things (featuring will.i.am) — 3:13

4. Girl In The Mirror — 3:30

5. A Million Lights — 3:23

6. Screw You (featuring Wretch 32) — 3:37

7. Love Killer — 3:47

8. Ghetto Baby — 2:49

9. Sexy Den A Mutha — 3:40

10. Mechanics of the Heart — 3:16

11. All Is Fair — 3:25

### Международный бонус-трек
12. Last One Standing — 3:10

### Deluxe Edition
12. Boys Lie — 3:39

13. One Thousand — 3:43

14. Telescope — 2:32

15. Last One Standing — 3:10

### Бонус-диск Super Deluxe Edition
1. Boys Lie — 3:39

2. One Thousand — 3:43

3. Telescope — 2:32

4. Last One Standing — 3:10

5. I Like It — 3:44

6. Make You Go — 3:29

7. Dum Dum — 3:19

8. Teddy Bear — 4:00

## Позиции в чартах
| Чарты (2012)   | Позиция занятое место |
| -------------- | --------------------- |
| Великобритания | 2                     |
| Ирландия       | 2                     |
| Шотландия      | 1                     |
| Австралия      | 39                    |
| Польша         | 78                    |
| Испания        | 96                    |